# Gaunilone
Gaunilone (994 circa – 1083 circa) è stato un filosofo e monaco cristiano francese, dell'ordine benedettino dell'abbazia di Marmoutier, presso Tours.

## Biografia
Secondo il Martène Gaunilone fu un monaco del Maius Monasterium, oggi Marmoutier, che una tradizione vuole che fosse fondato dal vescovo Martino dopo il 371, e che sorge a due miglia dalla città di Tours. Appartenente forse alla famiglia dei conti di Montigny, Gaunilone entrò in questo convento nel 1044 e vi morì nel 1083.
Membro del movimento filosofico cristiano della Scolastica, divenne famoso per avere criticato, nel suo Pro insipiente (Difesa dello stolto, 1070), la prova ontologica dell'esistenza di Dio proposta da Anselmo d'Aosta nel Proslogion, nel quale questi, citando i Salmi 14, 1 e 53, 1 - «Lo stolto ha detto in cuor suo: Dio non c'è» - aveva avanzato una dimostrazione razionale dell'esistenza di Dio, di fronte alla quale nemmeno uno stolto avrebbe potuto continuare a negare Dio.
Contestando la relazione tra pensiero e essere - fondamento della «prova» anselmiana - Gaunilone sostiene che non si può dedurre l'esistenza di un oggetto pensato per il solo fatto che esso esiste nella nostra mente. In particolare propose l'argomentazione secondo la quale, a partire dal pensiero di un'isola perfetta, non si può dedurre l'esistenza dell'isola stessa. Questa argomentazione era stata proposta per confutare la tesi anselmiana che affermava l'esistenza di un essere supremo per il solo fatto che esso è pensato come «ciò di cui non si può pensare nulla di maggiore».

## «La difesa dello stolto»

### La tesi di Anselmo
Gaunilone inizia riassumendo la tesi di Anselmo: si può provare la reale esistenza di Dio, ossia dell'ente del quale nulla si può pensare di più grande. In primo luogo, anche chi dubita o non crede in questo ente siffatto, pensandolo e comprendendo ciò di cui si parla, lo ha già nell'intelletto. In secondo luogo, sempre secondo Anselmo, «quel che egli capisce è necessario che esista non solo nell'intelletto, ma anche nella realtà». Ora, un essere che esista tanto nell'intelletto che nella realtà è sempre maggiore di un essere che esista solo nell'intelletto e dunque un essere che esista solo nell'intelletto sarà sempre minore di qualsiasi essere esistente nella realtà. Perciò, per non cadere in contraddizione, è necessario che ciò di cui non si può pensare nulla di maggiore «non sia nel solo intelletto, ma anche nella realtà, perché diversamente non potrebbe essere il più grande di tutto».
Una seconda dimostrazione presentata da Anselmo - strettamente legata alla precedente - è quella della necessità dell'esistenza dell'ente maggiore di ogni altro. Scrive Anselmo: «Questo ente esiste veramente in modo tale da non potersi nemmeno pensare che non è». Infatti, si può pensare qualcosa che è impensabile che non sia, cioè che deve esistere necessariamente, e questa cosa, secondo Anselmo, è più grande di ogni cosa della quale si può pensare che non esista, è cioè più grande di ogni essere contingente. Perciò, se si potesse pensare che l'essere più grande non esista, questo essere più grande non sarebbe ciò di cui non si può pensare qualcosa di più grande. «Ma ciò è contraddittorio», sostiene Anselmo, per il quale «esiste veramente qualcosa di cui non si può pensare nulla di più grande, in modo tale che non si possa nemmeno pensare che non sia. E questo sei tu, o Signore [...] Se qualche mente potesse pensare qualcosa di meglio di te, la creatura salirebbe più in alto del creatore: il che è assurdo».

### Le obiezioni di Gaunilone
La prima obiezione di Gaunilone è di carattere generale: non tutto ciò che abbiamo nell'intelletto deve esistere necessariamente nella realtà. Anche le cose false, infatti, sono presenti e comprese dall'intelletto, e tuttavia certamente non esistono nella realtà.
Supponiamo però che «quell'ente sia tale, per cui lo si possa avere nel pensiero, ma non allo stesso modo in cui si hanno le cose false o dubbie»: resta da dimostrare la necessità che tale ente esista anche nella realtà. Infatti, se questo assunto fosse così immediatamente evidente, «perché si è impostata tutta questa disputa contro chi nega o dubita» dell'effettiva esistenza di Dio? Gaunilone rileva altresì che ciascuno potrebbe ritenere logiche, e perciò intellettualmente vere, cose che in realtà sono false, essendo «ingannato come sovente accade».
Anselmo, pensando di dimostrare la reale esistenza dell'ente compreso dall'intelletto, aveva portato (Proslogion II) l'esempio del pittore: «quando il pittore pensa in anticipo a quel che farà, lo ha nell'intelletto, ma non lo intende ancora come esistente, perché non l'ha ancora fatto. Quando invece lo ha dipinto, lo ha nell'intelletto e capisce anche che esiste quel che ha fatto». Quest'esempio - osserva Gaunilone - non dimostra nulla: il pittore, finché non realizza l'opera, ha l'immagine del dipinto soltanto nell'intelletto e il dipinto diviene reale solo dopo che è stato realizzato dal pittore. Solo il concreto operare del pittore rende reale il dipinto, mentre Dio deve esistere ancor prima di essere pensato e non può esistere solo perché viene pensato.
«S'aggiunga poi» - argomenta Gaunilone - «che quell'ente maggiore di tutte le cose che possono essere pensate», cioè Dio, secondo la definizione di Anselmo, «io, quando ne ho sentito parlare, non posso pensarlo né averlo nel mio intelletto secondo cosa nota per specie e per genere». Dio, infatti, non è classificabile in un genere o in una specie e perciò «posso anche pensare che non esista». Qui Gaunilone si attiene alla logica aristotelica, secondo la quale ogni ente va definito secondo categorie: così l'uomo è definito ente di genere animale e di specie razionale; ora, «se sentissi dire qualcosa intorno a un certo uomo particolare, a me sconosciuto al punto di ignorarne anche l'esistenza, io, per quella nozione di genere o di specie grazie alla quale so che cosa è l'uomo o che cosa sono gli uomini, potrei pensare di quel tale, secondo la sua natura, che egli è un uomo. E tuttavia potrebbe succedere che chi mi ha parlato di quell'uomo abbia mentito, e che perciò quell'uomo che io penso in realtà non esista». In questo caso, nel mio intelletto non avrei la nozione di quell'uomo particolare ma soltanto la nozione generale di essere umano.
Per la nozione di Dio le cose vanno invece diversamente: «mentre potrei pensare a quell'uomo secondo realtà, vera e a me nota, a Dio non potrei pensare affatto, se non secondo la parola, mediante la quale, da sola, a stento o mai si può pensare a qualcosa di vero». Le parole «Dio» o «ente più grande di tutto», come suono di lettere e sillabe sono reali, come è reale qualunque flatus vocis, ma non lo sono quanto al loro significato.
Una volta negata la presenza nella mente sia della nozione logica di Dio che della nozione logica di «essere maggiore di ogni altro», non ha più motivo la deduzione di Anselmo secondo la quale questo essere debba esistere anche fuori della mente. Per Gaunilone la dimostrazione a priori è impossibile: «è necessario che io sia certo che quel 'qualcosa di più grande' esista realmente in qualche luogo e allora finalmente, per il fatto che quell'ente è il più grande di tutti, non vi sarà più dubbio che esso esiste anche in se stesso».

#### L'isola perduta
Per sottolineare che avere l'idea della cosa più grande (ex. l’isola la quale non si può pensare isola più bella ) nella propria mente non significa necessariamente che quella cosa ideale esista anche nella realtà, Gaunilone porta l'esempio dell'«Isola perduta»:
Queste parole, aggiunge Gaunilone, sono assolutamente chiare e comprensibili. Ma se uno ora sostenesse che non si può dubitare che quell'isola esiste veramente anche nella realtà, dal momento che non si può dubitare che essa esista nell'intelletto, poiché, secondo Anselmo, se quell'isola esistesse soltanto nell'intelletto, qualunque altra terra realmente esistente le sarebbe superiore, allora

#### L'essere necessario
All'altra argomentazione di Anselmo, circa l'impossibilità di pensare la non esistenza dell'ente più grande, in quanto «essere necessario», Gaunilone, dopo aver rilevato che la prova della sua esistenza fornita da Anselmo è ancora fondata sul medesimo argomento - cioè che se non esistesse, non sarebbe neanche l'essere più grande - sottolinea che «lo stolto» non ha mai sostenuto che l'ente maggiore di tutto esista nella realtà: pertanto, occorrerebbe provare prima che esso esiste veramente e solo dopo si potrà affermare che non è possibile pensarlo non esistente. Dunque la necessità dell'esistenza di un essere è subordinata alla prova dell'effettiva sua esistenza: non si può stabilire prima la necessità dell'esistenza di un essere per dedurre poi l'esistenza reale di questo essere.
Occorre poi distinguere il «pensare» (cogitare) e il «pensiero» (cogitatio) dall'«intendere» (intelligere) e dall'«intelligenza» (intellectus), non dicendo, come Anselmo, che la sostanza somma non può essere pensata come non esistente, ma piuttosto che non può essere intesa come non esistente: «infatti, secondo proprietà di linguaggio, non si può intendere il falso, che invece può essere pensato».
Gaunilone conclude il suo opuscolo lodando la «verità, chiarezza e grandiosità» delle rimanenti parti dello scritto di Anselmo, ricco di «pii e santi sentimenti» che «odorano di un profumo penetrante».

#### La risposta di Anselmo
Anselmo rispose alle critiche di Gaunilone con il Liber apologeticus contra Gaunilonem respondentem pro insipiente, ravvisando nelle sue parole una certa confusione tra «ciò di cui non può essere pensato il maggiore», limite innegabile del pensiero, e «la cosa più grande di tutte», che da sola non basta per poter affermare che esiste. L'esistenza di un'isola perfettissima, ad esempio, può essere negata senza per questo cadere in contraddizione. Dio invece, che non viene da lui definito in positivo ma soltanto in negativo come «ciò di cui non si può pensare il maggiore», quindi trascendente il pensiero umano, non può logicamente essere pensato come non esistente. All'obiezione che non si può pensare Dio con l'intelletto (cogitare) se non lo si comprende (intelligere), Anselmo obietta che ciò è perfettamente possibile, perché, pur non potendo fissare direttamente il sole con gli occhi, non per questo ci è impossibile vedere la luce del giorno, grazie alla quale possiamo vedere o intuire la luce stessa del sole.

### Conclusione
Gaunilone non espresse con incisività la sua critica, sulla quale tuttavia torneranno i filosofi scolastici a lui posteriori. Tommaso d'Aquino, basandosi sulla distinzione tra essenza e esistenza non ancora introdotta al tempo di Anselmo, riproporrà la considerazione di Gaunilone che noi possiamo avere le idee solo con un processo di astrazione dalla realtà, dai particolari all'universale: possiamo formarci l'idea e quindi l'esistenza di Dio come causa prima solo partendo dagli effetti sensibili, con un argomento a posteriori che parta dall'esperienza. Anselmo d'Aosta cioè avrebbe presupposto come vero quello che ancora doveva dimostrare, cioè presupponeva che Dio esista e quindi, ciò che è perfettissimo non può non esistere.
Bonaventura da Bagnoregio difendendo Anselmo sostenne che il pensiero dell'Essere implica necessariamente la sua esistenza, dato che il non-essere non lo si può pensare; la prova di Anselmo quindi era a priori proprio perché presupponeva per vera l'esistenza di Dio, il cui essere trascendente non è ricavabile dall'esperienza come quello di un'isola. Anselmo, secondo Bonaventura, non ha dimostrato l'esistenza di Dio deducendola dal pensiero, ha dimostrato semmai la falsità e la contraddizione di chi nega una tale corrispondenza tra idea e realtà, tramite una dimostrazione per assurdo.
Rispetto ad Anselmo e Bonaventura, rimasti fedeli al rigore logico dell'agostinismo basato sull'identità neoplatonica di essere e pensiero, la posizione di Gaunilone andava a collocarsi invece sulla stessa linea che sarebbe stata adottata dal soggettivismo moderno, per il quale il pensiero può essere una rappresentazione vuota priva di riscontro reale.
Nel Seicento, Cartesio riproporrà la prova di Anselmo per dimostrare l'esistenza di Dio, disinteressandosi però di quegli aspetti che implicavano la necessaria trascendenza di Dio come fondamento del suo argomentare; è stato rilevato come, in tal modo, Cartesio sia caduto in fondo nello stesso errore di Gaunilone, concependo Dio soltanto in termini positivi, cioè come ente «perfettissimo», ossia come «il più grande di tutti» (maius omnibus), anziché in maniera negativa (nihil maius, «niente di più grande»). Nello stesso equivoco sarebbe caduto Hegel. Un'obiezione simile a quella di Gaunilone sarà infine sollevata da Kant, nel suo argomento dei cento talleri.